# Пирузян, Лев Арамович
Ле́в Ара́мович Пирузя́н (арм. Լև Արամի Փիրուզյան; 16 июля 1937 — 4 октября 2013) — советский и российский учёный в области медицинской биофизики, физиологии. Академик РАН (2000, член-корреспондент с 1974). Лауреат Государственной премии СССР.

## Биография
Лев Арамович Пирузян родился в селе Манес (Алаверди) Алавердского района Армянской ССР.
В 1961 году окончил Ереванский медицинский институт и аспирантуру Научно-исследовательского института экспериментальной хирургической аппаратуры и инструментов в Москве. Член КПСС с 1963 года.
В 1964 году защитил диссертацию на соискание учёной степени кандидата медицинских наук. С 1968 года работал в Институте химической физики АН СССР. В том же году защитил докторскую диссертацию.
При поддержке академиков Н. Н. Семенова, Н. М. Эммануэля, М. В. Келдыша и В. А. Кириллина в 1970 году создал в Институте химической физики отдел медицинской биофизики, в котором на междисциплинарной основе, на стыке физико-химических и медико-биологических наук были выполнены фундаментальные исследования в новом и перспективном направлении — медицинской биофизике.
В 1972—1984 годах — основатель и директор Всесоюзного НИИ по биологическим испытаниям химических соединений (Межведомственного научного центра Министерства медицинской и микробиологической промышленности СССР, АН СССР, Министерства здравоохранения СССР, АМН СССР).
С 1971 года — профессор. 26 ноября 1974 года избран членом-корреспондентом АН СССР.
Основатель и с 1980 года — заведующий кафедрой медицинской биофизики Московского физико-технического института.
В 1984 году Л. А. Пирузян по решению властных структур[уточнить] был уволен с поста директора ВНИИ по БИХС, а созданный им институт ликвидирован в связи с нарушениями в финансово-хозяйственной деятельности.
С 1984 года продолжал работать заведующим отделом ИХФ АН СССР до образования Центра теоретических проблем физико-химической фармакологии РАН.
С 1998 года — заведующий отделом теоретических проблем физиологической химии ИХФ РАН.
В 2000—2006 годах — директор Центра теоретических проблем физико-химической фармакологии РАН.
С 2000 года академик РАН (отделение физиологии и фундаментальной медицины, секция фундаментальной медицины). С 2006 года — советник РАН.
Лев Арамович Пирузян — действительный член Международной академии астронавтики, действительный член Авиакосмической медицинской ассоциации США, иностранный член Национальной Академии Наук Республики Армения, профессор Международного Университета Дальней Авиации и Космонавтики, а также почетный профессор Института Сэма Хьюстона в Техасе (Sam Houston Institute in Texas).

## Храм-часовня Святителя Льва Великого
Убедительным свидетельством искренней христианской веры Льва Арамовича стало строительство храма-часовни Святителя Льва Великого, папы Римского в Москве, на ул. Островитянова (д. 8). Этот храм был возведен им на собственные средства. Храм стал уникальным не только своей архитектурой, изящно вписавшись в ландшафт Тропарёвского парка и оживленной улицы, но и единственным храмом в Москве, где почитается память этого великого святого, заступника веры и чистоты Православия — Святителя Льва Великого.
В дар Русской Православной Церкви Лев Арамович передал иконы. В начале 2011 года вместе с протоиереем Владимиром Ковтуненко он принимал активное участие в подготовке храма к малому освящению, которое прошло 3 марта 2011 года. Неоднократно он общался и со священником Александром Зориным, совершающим богослужения в храме Святителя Льва с октября 2012 года. Лев Арамович был добрым, верующим, искренним человеком, радеющим помочь храму Божию.
Лев Арамович Пирузян скончался 4 октября 2013 года в Москве. Похоронен на Троекуровском кладбище.

### Семья
- Дед — Серго (Сергей) Асланович Пирузян (1872—1918) — участник революционного движения в Закавказье,
- Отец — Арам Сергеевич Пирузян (10 февраля 1907—1996) — известный советский государственный деятель. Депутат ВС СССР 1—3 созывов,
- Мать — Евгения Георгиевна Пирузян,
- Супруга — Элеонора Суреновна Пирузян — доктор биологических наук, профессор. Заведующая лабораторией в Институте общей генетики имени Н. И. Вавилова РАН,
- Сыновья:
  - Анастас — доктор медицинскиx наук, спонсор фонда «Армянское общество — студентам Армении»[6],
  - Арам — кандидат медицинскиx наук, спонсор фонда «Армянское общество — студентам Армении».

## Награды
- Орден «За заслуги перед Отечеством» II степени (5 мая 2008) — за значительный вклад в отечественную и мировую науку, многолетнюю плодотворную деятельность и подготовку квалифицированных научных кадров[7]
- Орден «За заслуги перед Отечеством» III степени (29 июля 2002) — за выдающиеся заслуги в научной деятельности и большой вклад в подготовку высококвалифицированных кадров[8]
- Орден «За заслуги перед Отечеством» IV степени (31 декабря 1997) — за заслуги перед государством, многолетний добросовестный труд и большой вклад в укрепление дружбы и сотрудничества между народами[9]
- Орден Октябрьской Революции (1981)
- Орден Трудового Красного Знамени (1975)
- Лауреат Государственной премии СССР
- Золотая медаль ВДНХ СССР[10].

## Научная деятельность
Лев Арамович Пирузян — автор более 400 научных работ, в том числе трёх монографий и ряда изобретений. Основные труды посвящены влиянию внешних физических и химических воздействий на биологические объекты. Разработал новые принципы отбора биологически активных соединений и реализовал их в системе поиска лекарственных препаратов.

### Книги
- Пирузян Л. А. и др. Действие физиологически активных соединений на биологические мембраны. — М., 1974.
- Пирузян Л. А. и др. Пероксидазосомы. — М., 1977.
- Пирузян Л. А. Проблемы медицинской биофизики. — М.: Знание, 1991.
- Пирузян Л. А. и др. Медицинская биофизика, биологические испытания химических соединений. М., 2005—2006. Т. 1-2;
- Пирузян Л. А., Суханов В. А. Фармакогенетические проблемы в медицине: метаболический паспорт человека — основа новой стратегии в фармакологии будущего. М., 2010.

### Статьи
- Пирузян Л. А., Ландау М. А. Вопросы медицинской биофизики // Наука. — 1988.
- Пирузян Л. А., Ковалев И. Е. Синтетические красители и природные пигменты со свойствами модуляторов окислительно-восстановительных процессов как потенциальные иммунотропные и анти-ВИЧ средства // Химико-фармацевтический журнал. — 2000. — № 10. — С. 3—8.
- Пирузян Л. А., Суханов В. А., Саприн А. Н. Прогностический фактор риска развития патологических процессов, основанный на полиморфизме ферментов метаболизма ксенобиотиков // Физиология человека : Журнал РАН. — 2000. — Т. 26, № 02. — С. 115—123. — ISSN 0131-1646.
- Пирузян Л. А., Михайловский Е. М. Лекарственная этническая метаболическая безопасность. Сообщение 1 // Физиология человека : Журнал РАН. — 2003. — Т. 29, № 02. — С. 118—126. — ISSN 0131-1646.
- Пирузян Л. А., Михайловский Е. М. Лекарственная этническая метаболическая безопасность. Сообщение 2 // Физиология человека : Журнал РАН. — 2004. — Т. 30, № 02. — С. 76—85. — ISSN 0131-1646.
- Пирузян Л. А. Метаболический паспорт человека — основа новой стратегии в фармакологии // Вестник Российской академии наук. — 2004. — Т. 74, № 7. — С. 610—618.
- Пирузян Л. А. и др. Гепатопротекторное действие производных адамантана и анализ связи структура-детоксицирующая активность // Химико-фармацевтический журнал. — 2004. — Т. 38, № 03. — С. 19—25. — ISSN 0023-1134.
- Пирузян Л. А., Михайловский Е. М. Сапротрофные бактерии как возможное средство управления иммунным статусом организма путём регуляции метаболических реакций // Физиология человека : Журнал РАН. — 2005. — Т. 31, № 01. — С. 88—99. — ISSN 0131-1646.
- Пирузян Л. А. Метаболический паспорт человека — основа новой стратегии в фармакологии // Анестезиология и реаниматология : двухмесячный научно-практический журнал. — 2005. — № 02. — С. 4—11. — ISSN 0201-7563.
- Пирузян Л. А., Михайловский Е. М. Нетрадиционные подходы к биомедицинскому скринингу (мультифакториальные заболевания). Сообщение 1 // Физиология человека : Журнал РАН. — 2007. — Т. 33, № 05. — С. 138—148. — ISSN 0131-1646.
- Пирузян Л. А., Михайловский Е. М. Нетрадиционные подходы к биомедицинскому скринингу (мультифакториальные заболевания). Сообщение 2 // Физиология человека : Журнал РАН. — 2008. — Т. 34, № 02. — С. 104—117. — ISSN 0131-1646.
- Пирузян Л. А., Лексина Л. А. Переходы от физиологических показателей к патофизиологическим на примере амилоидоза при периодической болезни, инсулиннезависимом сахарном диабете и болезни Альцгеймера // Физиология человека : Журнал РАН. — 2009. — Т. 35, № 01. — С. 107—120. — ISSN 0131-1646.
- Пирузян Л. А., Михайловский Е. М. Метаболическая, этническая, конституциональная специфика антибактериального иммунитета // Физиология человека : Журнал РАН. — 2009. — Т. 35, № 03. — С. 108—118. — ISSN 0131-1646.
- Пирузян Л. А., Суханов В. Фармакогенетические проблемы в медицине // Издательство «Академия». — 2010. — С. 331.
- Пирузян Л. А. О возможности создания новых лечебных технологий // Нейрохимия «Наука». — 2010. — Т. 27, № 02. — С. 109—130.